# Goede Herderkerk (Wassenaar)
De Goede Herderkerk is een rooms-katholieke kerk in Wassenaar.
De kerk werd tussen 1931 en 1932 gebouwd en maakte deel uit van een katholiek complex, met onder meer een school. De architecten waren Leo van der Laan en diens zoon Jan. De kerk is gebouwd in tradionalistische stijl. Het driebeukige gebouw heeft een basilikale vorm, met een klokkentoren met tentdak aan de noordelijke zijde. Wim Nijs maakte tussen 1932 en 1941 kalkstenen communiebanken en ander beeldhouwwerk voor de kerk.
De Goede Herderkerk wordt gebruikt door de parochie van de H. Augustinus. De Wassenaarse katholieke gemeenschappen zijn deel gaan uitmaken van deze parochie in 2012 door teruglopend kerkbezoek o.a. Samen met de gemeenschappen in Voorschoten, Oegstgeest en Katwijk. Het kerkgebouw, de bijhorende kosterwoning en de lagere school Pius X staan op de rijksmonumentenlijst.

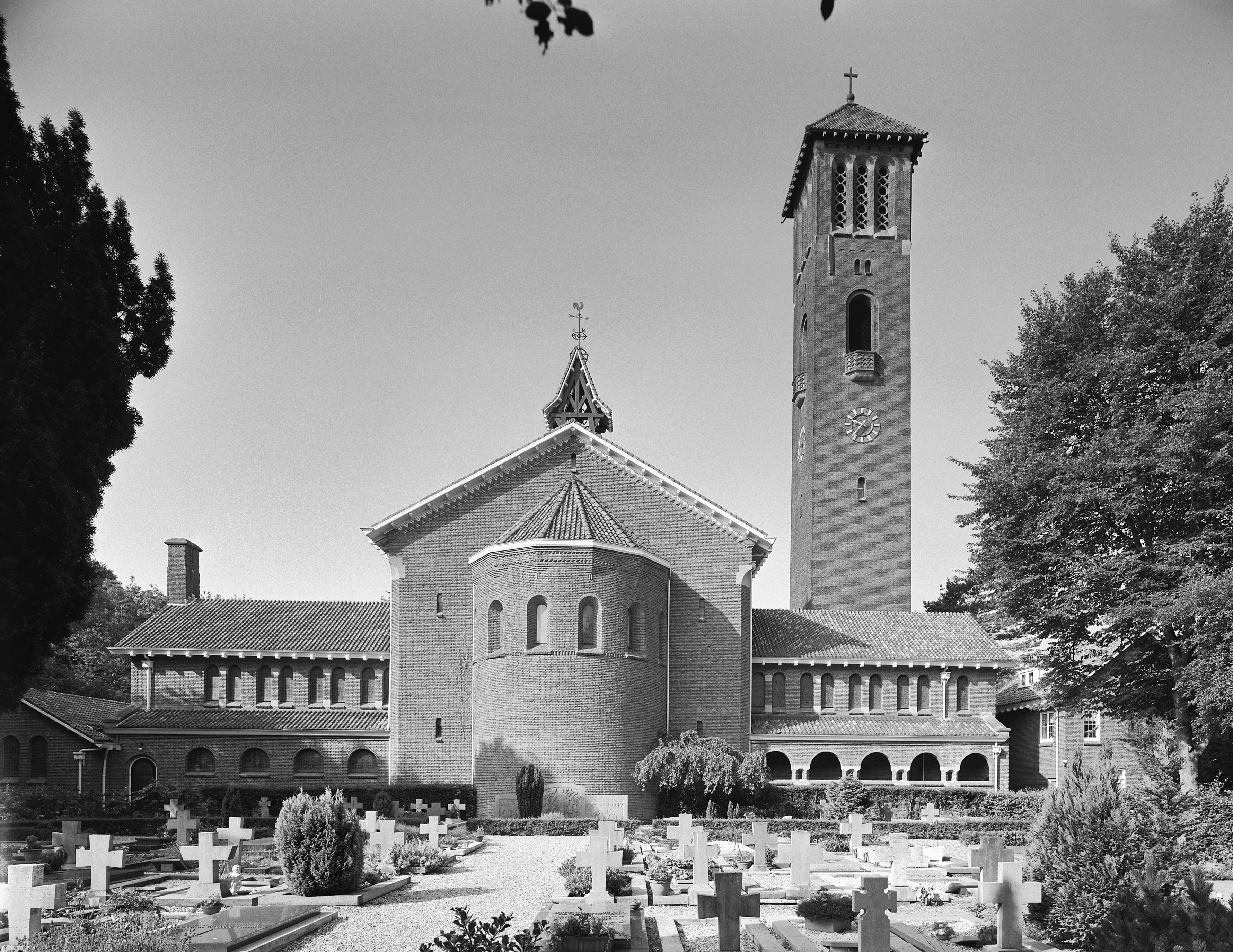
Oostgevel (1996)
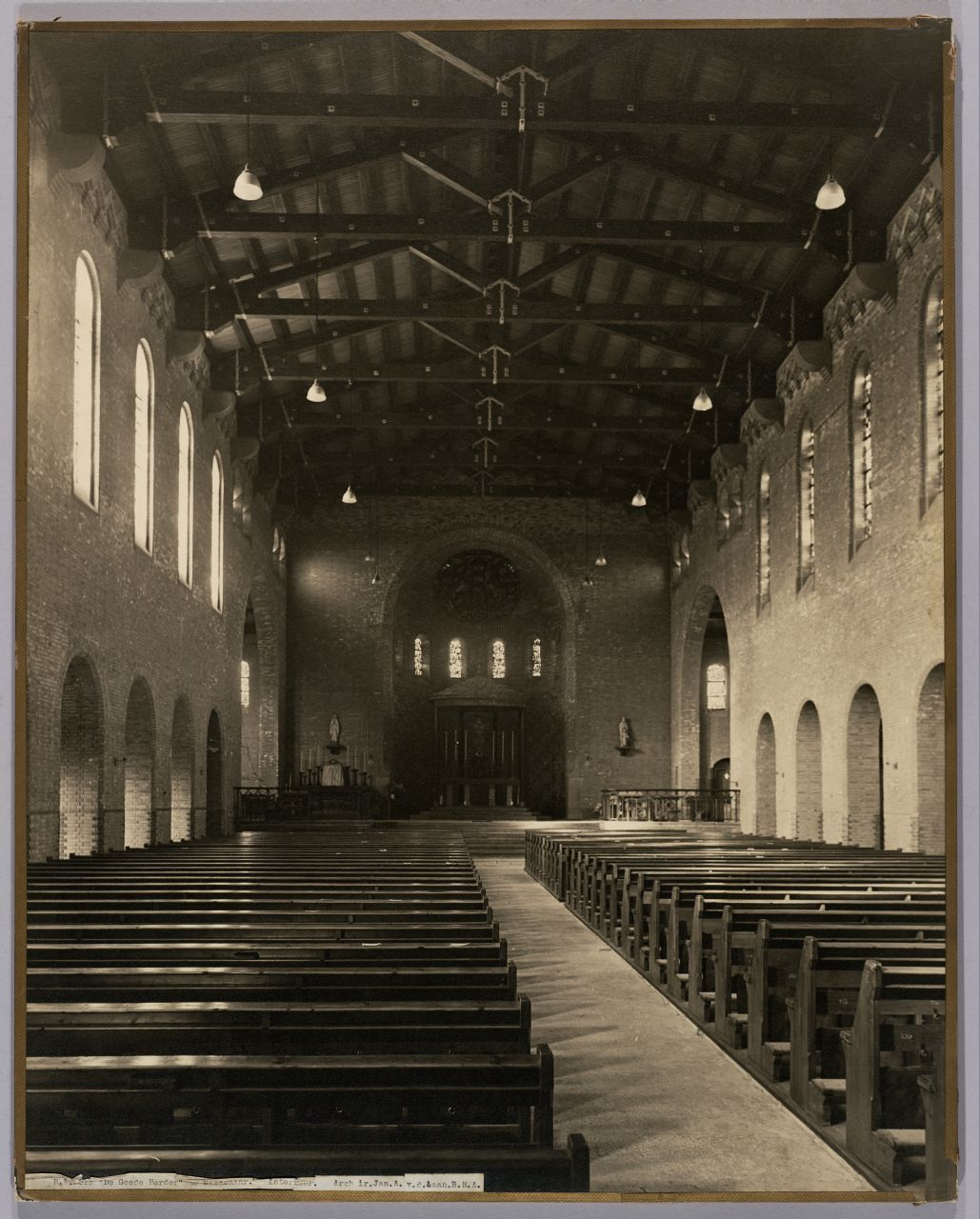
Interieur (1e helft 20e eeuw)
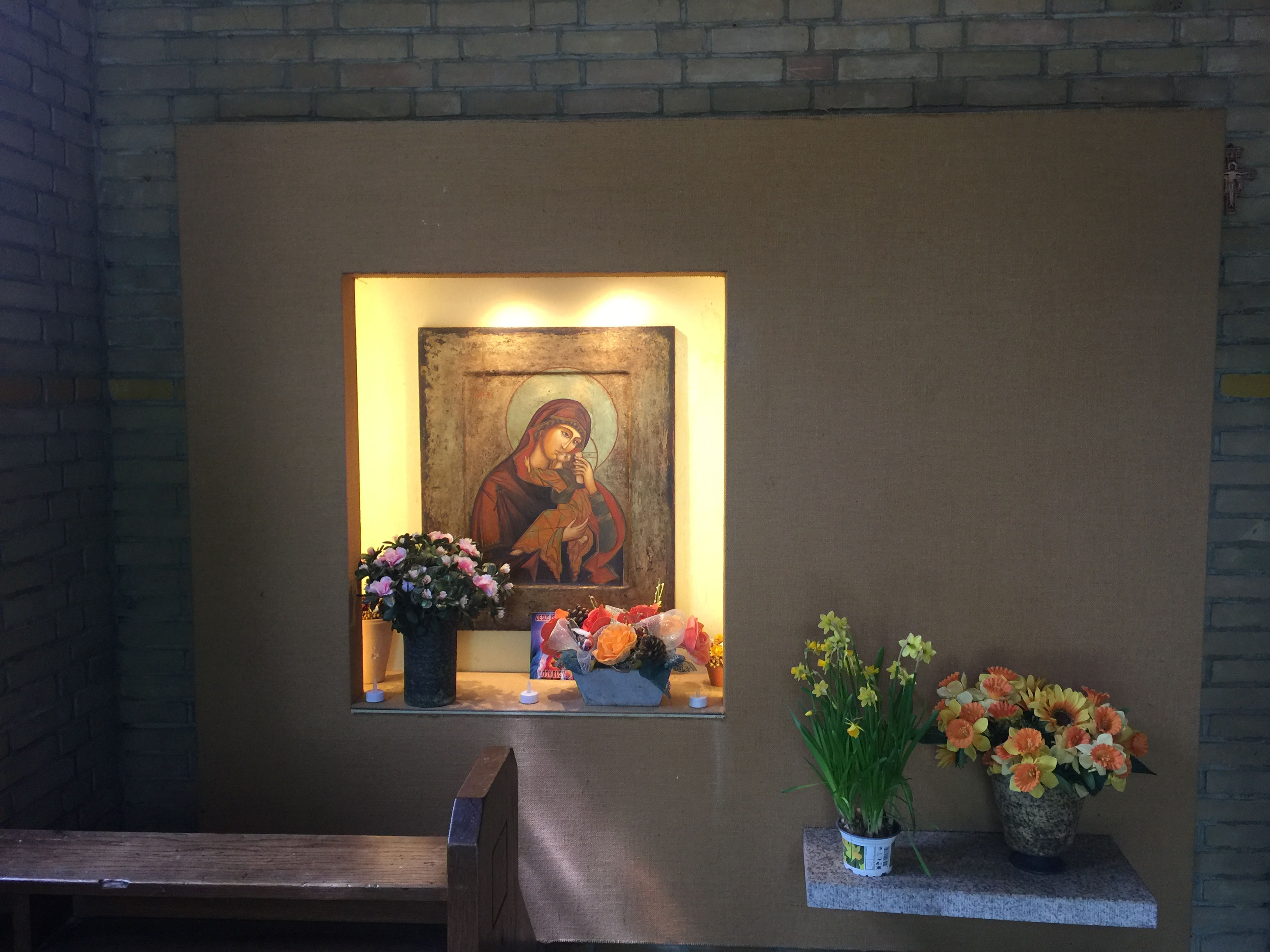
Mariakapel
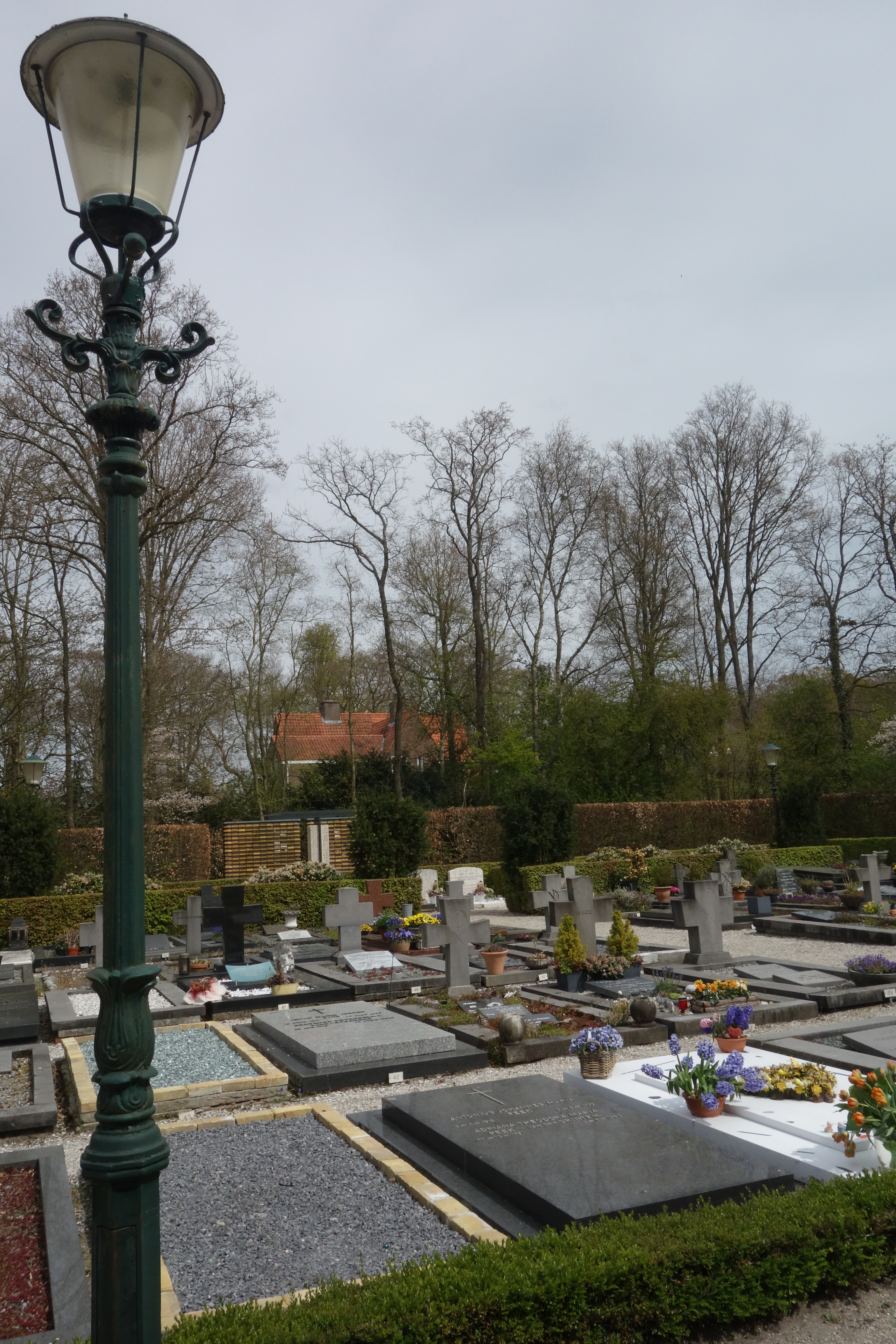
Kerkhof